# Mixtape Vol. 6
Mixtape Vol. 6 – szósty album studyjny DJ-a Decksa. Wydawnictwo ukazało się 1 czerwca 2018 roku.
Album uzyskał status złotej płyty.

## Lista utworów
1. Gural/Fokus/Abradab – "Styl, rap, bit, pasja"
2. Solar/Białas – "Najstraszliwszy sen"
3. Quebonafide/Sitek/Sztoss – "Autentyk"
4. Grammatik (Eldo/Jotuze) – "Szansa"
5. Onar/Bonson/Kobik – "Ja to widzę tak"
6. Małach/Rufuz/Kali – "Zmrok"
7. Sarius/Oxon – "Młody gniewny"
8. VNM/Eripe – "Poniedziałek"
9. Otsochodzi/Guzior – "Paryż"
10. Kuba Knap/Ero – "Prze"
11. Paluch/Borixon – "Nie dla dzieci"
12. Szpaku/Sheller/Kaz Bałagane – "Jakoś idzie…"